# Comté de Bourbon (Kansas)
Pour les articles homonymes, voir Comté de Bourbon.
Le comté de Bourbon est l’un des 105 comtés de l’État du Kansas, aux États-Unis d’Amérique. Il a été baptisé en hommage au comté du même nom situé dans le Kentucky. Il a été fondé le 25 août 1855.

## Municipalités
Le comté de Bourbon compte six municipalités :
- Bronson
- Fort Scott (siège et plus grande ville)
- Fulton
- Mapleton
- Redfield
- Uniontown

## Géolocalisation
| Comté d'Anderson | Comté de Linn     |                            |
| Comté d'Allen    | Comté de Bourbon  | Comté de Vernon (Missouri) |
| Comté de Neosho  | Comté de Crawford |                            |